# جان لوند (هنرپیشه)
جان لوند (انگلیسی: John Lund؛ ۶ فوریهٔ ۱۹۱۱ – ۱۰ مهٔ ۱۹۹۲) بازیگر اهل ایالات متحده آمریکا بود.
از فیلم‌ها یا مجموعه‌های تلویزیونی که وی در آن‌ها نقش داشته است می‌توان به دوست من ایرما، مخاطرات پائولین و دوست من ایرما به فنا می‌رود اشاره نمود.